# Argus (ryba)
Argus, argus zielony (Scatophagus argus) – gatunek ryby z rodziny argusowatych. Bywa hodowany w akwarium domowym. Do Europy prawdopodobnie sprowadzono w roku 1906

## Występowanie
Zamieszkuje w strefie tropikalnej, w słonej wodzie, najczęściej jednak lubi przebywać w wodach słonawych z domieszką wód słodkich. Żyje u wybrzeży morskich wśród raf oraz na obszarze lasów mangrowych przebywając pomiędzy korzeniami w naturalnych zatokach, słonawych i słodkich estuariach, przyujściowych odcinkach rzek pływając do głębokości 4–5 m. Zasięgiem swym obejmuje wsch. część. Oc. Indyjskiego, w jego północnej części od Zat. Adeńskiej, poprzez wybrzeża Indii Bangladeszu, Półwyspu Indochińskiego, Filipiny, Indonezji po zach. część Pacyfiku sięgając płn. brzegów Australii, Fidżi na wsch. i płd. wybrzarze Japonii. Był spotykany również w Polinezji na wyspach Samoa i Wyspach Towarzystwa.

## Opis
Wyglądem zewnętrznym przypomina ryby strefy rafy koralowej. Ciało wysokie, silnie wygrzbiecone i obustronnie bocznie spłaszczone, czworokątne w zarysie. Przednia część grzbietu stromo opada ku głowie. Otwór gębowy mały, skierowany skośnie w górę. Zęby cienkie, bardzo drobne. Oczy duże, umieszczone w górnej części głowy.
Ubarwienie dorosłych osobników jest zmienne. Kolorystyka ciała uzależniona jest od ich aktywności i miejsca występowania. Uzależnione to jest od rodzaju i jakości wody jak również temperatury w jakiej występują. Im ryby są bardziej aktywne, tym kolory są żywsze, intensywniejsze.
Barwa ciała kawowa, zielonkawo-brązowa, brązowa do srebrzystego. Na ciele występują  plamy brązowe, czerwono-brązowe do czarnych. 
U dorosłych osobników plamy mogą być bledsze i ograniczone do grzbietowej części boków.
W płetwie grzbietowej, dwudzielnej i połączonej ze sobą u nasady występuje 10–11 kolców (promieni) w pierwszej części oraz  16-18 miękkich promieni (w drugiej). 
Płetwy piersiowe z 1 kolcem i 16 promieniami. Płetwy brzuszne o 1 kolcu i 5 miękkich promieniach. Płetwa ogonowa przybiera kształt wachlarzowaty i jest stosunkowo krótka
W płetwie odbytowej w  przedniej części występują 3-4 promienie twarde (kolce) i 13–15 miękkich promieni. 
Promienie twarde najczęściej są ułożone wzdłuż ciała, w momencie podniecenia lub dla obrony są one nastroszone. 
Wzdłuż linii bocznej występuje ponad  100 drobnych łusek okrągłych (cykloidalnych). 
Dorasta do 20–25 cm (niekiedy do 30 cm, a nawet do 38 cm)

## Warunki w akwarium
| Zalecane warunki w akwarium | Zalecane warunki w akwarium        |
| --------------------------- | ---------------------------------- |
| Zbiornik                    | bardzo duży (min. 200 l)           |
| Temperatura wody            | 20 - 28 °C                         |
| Twardość wody               |                                    |
| Skala pH                    | 6,5 - 7                            |
| pokarm                      | wszystkożerny, szczególnie rośliny |

Dobrze czuje się w akwarium o sztucznym ale jasnym oświetleniu, w małym stadzie złożonym z 5 – 6 osobników. Należy do ryb ruchliwych i pokojowo nastawionych do innych gatunków. Hodowany w mniejszej liczbie może być agresywniejszy wobec swego gatunku.  W akwarium o wystroju z drewna i skał wymagana jest domieszka soli z wodą aby stworzyć warunki zbliżone do środowiska naturalnego. 
Ze względu na żarłoczność pokarmu roślinnego, a co za tym idzie wysoką przemianę materii, w akwarium należy zainstalować filtr o wysokiej wydajności.
Gatunek jest  podatny na choroby 

### Pokarm
Gatunek wymaga zróżnicowanego pokarmu w różnej postaci:
- pokarm żywy: rurecznik, bezkręgowce, skorupiaki, mięczaki, larwy owadów,
- pokarm roślinny: w diecie wymagana jest duża ilość roślinności (glony, szpinak, sałata, płatki owsiane), z braku zjada rośliny rosnące w akwarium
- pokarm suchy:  dostępny w sklepach zoologicznych
- pokarm mrożony: np. krewetki, ochotka,

## Rozród
Trudny. Młode larwy charakteryzują się dużą głową. Młode osobniki posiadają ciemne, okrągłe plamki mniej więcej wielkości oka lub 5–6 poprzecznych, szerokich pasów. 
Narybek może być hodowany w słodkiej wodzie. W miarę rozwoju należy zapewnić rybom domieszkę soli (3-4 łyżeczki na 10 l wody).